# Fürth (Sankt Wolfgang)

Fürth, Stall

Fürth ist ein Gemeindeteil von St. Wolfgang im oberbayerischen Landkreis Erding.

## Lage und Bevölkerungsentwicklung
Die Einöde Fürth liegt 4,5 Kilometer nordöstlich des Rathauses des Gemeindehauptorts Sankt Wolfgang. Sie liegt 1 Kilometer südlich der Autobahn A 94 und 700 Meter südöstlich der Bundesstraße B15.
Um 1950 gab es in Fürth neun Einwohner. Im Mai 1987 lebten dort drei Einwohner in einem Wohngebäude.
| Jahr      | 1924 | 1950 | 1970 | 1987 |
| Einwohner | 5    | 9    | 5    | 3    |